# スロバキア民主キリスト教連合・民主党
スロバキア民主キリスト教連合・民主党（スロバキアみんしゅキリストきょうれんごう・みんしゅとう、スロバキア語: Slovenská demokratická a kresťanská únia - Demokratická strana : SDKÚ-DS, 英: Slovak Democratic and Christian Union – Democratic Party）は、かつて存在したスロバキア共和国の政党。キリスト教民主主義に立脚した中道右派であった。
2000年1月に結成されたスロバキア民主・キリスト教連合（SDKÚ）を前身とし、06年1月に民主党が合流して現在の党名となった。本稿では前身となるスロバキア民主連立（SDK : Slovenská demokratická koalícia）についても述べる。

## スロバキア民主連立（SDK）
ヴラジミール・メチアル首相の強権的な政権運営に反対する民主連合（DÚ : Demokratická únia Slovenska）、キリスト教民主運動（KDH : Kresťansko-demokratické hnutie）、民主党（DS : Demokratická strana）、スロバキア社会民主党（SDSS : Sociálnodemokratická strana Slovenska）、スロバキア緑の党（SZS : Strana zelených na Slovensku）の5政党が結集して1997年11月に結成した政党である。当初は政党連合として結成されたが、メチアル政権が選挙法を改正して政党連合の結成を事実上不可能としたため、それぞれの政党組織を存続させたままKDH出身のミクラーシュ・ズリンダ（Mikuláš Dzurinda）を党首に新党として結成した（政党登録は1998年3月10日）。
1998年国民議会選挙では26.33％の得票率で42議席を獲得、ポピュリスト政党の民主スロバキア運動（HZDS : Hnutie za demokratické Slovensko）に次ぐ第2党となった。選挙後、SDKは民主左翼党（SDĽ : Strana demokratickej ľavice）、市民合意党（SOP : Strana občianskeho porozumenia）、ハンガリー人連立党（SMK/MKP : Strana maďarskej koalície-Magyar Koalíció Pártja）と共に連立を組み、第1次ミクラーシュ政権を発足させた。しかし選挙後、SDKを構成する諸政党が独自の動きを始めたため、危機感を抱いたズリンダが新たにSDKÚを発足させ、SDKは事実上の解党状態となった（組織自体は2002年議会選挙の直前まで存続）。

## SDKÚ-DS結成以降
首相でSDK党首のズリンダが、SDKを構成する中道右派諸政党の議員と一部閣僚によって2000年1月に結成した（政党登録は2000年2月18日）。政治的立場はキリスト教民主主義に立脚しているが、キリスト教的保守主義の色彩が強いKDHよりも世俗的で、経済政策では自由競争を重視する立場である。
2002年国民議会選挙では、選挙参加を撤回したDSの協力も受け、SDKÚは得票15.09％で28議席を獲得してHZDSに次ぐ第二党となり、他の中道右派政党と連立して第2次ミクラーシュ政権を発足させた。2006年1月にはDSが正式にSDKÚへ合流し、現在のSDKÚ-DSとなった（政党登録は2006年2月13日）。
2006年国民議会選挙では、前回選挙を上回る18.35％の得票を得て31議席を獲得したが、第一党となった中道左派政党のスメル（方向）・社会民主（SMER-SD : SMER-sociálna demokracia）が民族主義政党のスロバキア国民党（SNS : Slovenská národná strana）および人民党・民主スロバキア運動（ĽS-HZDS : Ľudová strana - Hnutie za demokratické Slovensko）の連立で政権を発足させたため、野党に転じた。
2010年国民議会選挙では、政治資金疑惑の責任を取ってズリンダが党首を辞任して選挙への立候補を見送り、副党首イヴェタ・ラジチョヴァーが党首に昇格した。得票率は15.42%で改選前より3議席少ない28議席にとどまったものの第二党の座を維持し、SNSとĽS-HZDSの惨敗でフィツォ連立政権が過半数割れしたことにともない、同じ中道右派の自由と連帯（SaS : Sloboda a Solidarita）、キリスト教民主運動（KDH : Kresťanskodemokratické hnutie）およびハンガリー人政党のモスト（橋、MOST-HÍD）による連立政権を組閣。ラジチョヴァーがスロバキア初の女性首相となり、ズリンダは外相に就任した。
2012年3月、国民議会の任期を前倒しして行われた国民議会選挙では、前年10月の政変（ラジチョヴァー政権崩壊）や政治スキャンダル報道が影響した結果、議席を大幅に減らして惨敗した。ラジチョヴァーは選挙結果の責任を取って党首を辞任し、政権下野後の5月20日に党首選挙が行われ、ブラチスラバ県知事で国会議員も兼ねているパヴォル・フレッショを新党首に選出した。
2013年11月に行われた統一地方選挙（9日と23日投票）では、県議会選挙で32議席（前回2009年選挙は58議席）を獲得、ブラチスラバ県でフレッショ党首が再選を果たして知事の座を維持する結果となった。
2016年3月の国民議会選挙では、得票率が議席阻止条項である5%を下回ったため、国民議会における議席をすべて失った。フレッショ党首は同年7月2日の党大会で辞任した。後任は年内に選出されるとみられていたが、その後人員や組織の点で事実上解党状態にあることが報じられた。その結果、2018年4月に欧州人民党から除名処分を受けた。党の資産や商標はイゴル・ラッタイが受け継いだが、ラッタイはほしいという人物がいれば譲渡する意向を示している。